# إدسون ألفاريز
إدسون أومار ألفاريز فيلازكيز (بالإسبانية: Edson Omar Álvarez Velázquez) (و. 1997  م) هو لاعب كرة قدم، من المكسيك، يلعب كمُدَافِع.

## مسيرته الكروية
لعب إديسون ألفاريز خلال مسيرته الاحترافية مع ناديين في أربعة مواسم وسجل خلالها هدفين أثنين ضمن 82 مباراة. ولم يفز بأي موسم بالكأس وفاز في موسم واحد بالدوري.
خاض إديسون ألفاريز مسيرته مع نادي أمريكا في موسم 2016–17 واستمر معه طيلة ثلاثة مواسم، مشاركًا في 70 مباراة سجل خلالها هدفين. ثم انتقل إلى نادي أياكس أمستردام في موسم 2019–20 لمدة موسم واحد، حيث شارك في 12 مباراة ولم يسجل أي هدف.

## روابط خارجية
- إدسون ألفاريز على موقع الاتحاد الدولي (مؤرشف)  (الإنجليزية)
- إدسون ألفاريز على موقع الاتحاد الأوربي (الإنجليزية)
- إدسون ألفاريز على موقع قاعدة بيانات كرة القدم.إي يو (الإنجليزية)
- إدسون ألفاريز على موقع ناشيونال فوتبول تيمز (الإنجليزية)
- إدسون ألفاريز على موقع Soccerbase.com (لاعب) (الإنجليزية)
- إدسون ألفاريز على موقع Soccerway.com (الإنجليزية)
- إدسون ألفاريز على موقع عالم كرة القدم.نت (الإنجليزية)
- إدسون ألفاريز على موقع AS.com (الإسبانية)